# Mouans-Sartoux
Mouans-Sartoux – miejscowość i gmina we Francji, w regionie Prowansja-Alpy-Lazurowe Wybrzeże, w departamencie Alpy Nadmorskie.
Według danych na rok 1990 gminę zamieszkiwało 7989 osób, a gęstość zaludnienia wynosiła 591 osób/km² (wśród 963 gmin regionu Prowansja-Alpy-W. Lazurowe Mouans-Sartoux plasuje się na 83. miejscu pod względem liczby ludności, natomiast pod względem powierzchni na miejscu 620.).